# Igor Karačić
Igor Karačić (Mostar, 2 de noviembre de 1988) es un jugador croata de balonmano que juega de central en el Vive Kielce y en la selección de balonmano de Croacia. Logró el bronce con su selección en el Campeonato Europeo de Balonmano Masculino de 2016 y la medalla de plata en el Campeonato Europeo de Balonmano Masculino de 2020.
Es hermano del también jugador de balonmano Ivan Karačić, que juega para la selección de balonmano de Bosnia y Herzegovina.

## Palmarés

### Selección nacional
| Campeonato Mundial | Campeonato Mundial           | Campeonato Mundial | Campeonato Mundial |
| Año                | Lugar                        | Medalla            |                    |
| ------------------ | ---------------------------- | ------------------ | ------------------ |
| 2025               | Croacia, Dinamarca y Noruega | Medalla de plata   |                    |
| Campeonato Europeo |                              |                    |                    |
| Año                | Lugar                        | Medalla            |                    |
| 2016               | Polonia                      | Medalla de bronce  |                    |
| 2020               | Austria, Noruega y Suecia    | Medalla de plata   |                    |

### Bosna Sarajevo
- Liga de balonmano de Bosnia y Herzegovina (1): 2011

### Vardar
- Liga de Macedonia de balonmano (6): 2013, 2015, 2016, 2017, 2018, 2019
- Copa de Macedonia de balonmano (5): 2014, 2015, 2016, 2017, 2018
- Liga SEHA (4): 2014, 2017, 2018, 2019
- Liga de Campeones de la EHF (2): 2017, 2019

### Kielce
- Liga de Polonia de balonmano (4): 2020, 2021, 2022, 2023
- Copa de Polonia de balonmano (1): 2021

## Clubes
- RK Metkovic (2008-2009)
- HMRK Mostar (2009-2010)
- RK Bosna Sarajevo (2010-2012)
- RK Vardar (2012-2019)
- Vive Kielce (2019- )